# Campionatul African de Tineret
Campionatul African de Tineret (cunoscut și cu denumirea de Campionatul CAF U-20 ) este principala comeptiție internațională de fotbal pentru țările aparținând de CAF, la care participă fotbaliști sub 20 de ani. Are loc o dată la doi ani. Primele patru echipe clasate se califică pentru Campionatul Mondial de Fotbal sub 20.
Până în 1989 naționalele africane jucau într-un sistem normal de calificări cu o grupă în care nu se acorda nici un titlu. Din 1991 runda de calificări este urmată de un turneu final disputat între 8 echipe într-o țară aleasă de CAF.

## Rezultate
| 1  | 1979 Detalii | Acasă și deplasare | Algeria · | 2 – 1 2 – 3   | Guineea          | Etiopia · Nigeria          |               |               |
| 2  | 1981 Detalii | Acasă și deplasare | Egipt     | 2 – 0 1 – 1   | Camerun          | Algeria · Nigeria          |               |               |
| 3  | 1983 Detalii | Acasă și deplasare | Nigeria   | 2 – 2 2 – 1   | Coasta de Fildeș | Algeria · Guineea          |               |               |
| 4  | 1985 Detalii | Acasă și deplasare | Nigeria   | 1 – 1 2 – 1   | Tunisia          | Coasta de Fildeș · Etiopia |               |               |
| 5  | 1987 Detalii | Acasă și deplasare | Nigeria   | 2 – 1 3 – 0   | Togo             | Maroc · Somalia            |               |               |
| 6  | 1989 Detalii | Acasă și deplasare | Nigeria   | 2 – 0 2 – 1   | Mali             | Algeria · Coasta de Fildeș |               |               |
| 7  | 1991 Detalii | Egypt              | Egipt     | 2 – 1         | Coasta de Fildeș | Ghana                      | 2 – 0         | Zambia        |
| 8  | 1993 Detalii | Mauritius          | Ghana     | 2 – 0         | Camerun          | Egipt                      | 3 – 0         | Etiopia       |
| 9  | 1995 Detalii | Nigeria            | Camerun   | 4 – 0         | Burundi          | Nigeria                    | 1 – 0         | Mali          |
| 10 | 1997 Detalii | Morocco            | Maroc     | 1 – 0         | Africa de Sud    | Coasta de Fildeș           | 2 – 0         | Ghana         |
| 11 | 1999 Detalii | Ghana              | Ghana     | 1 – 0         | Nigeria          | Camerun                    | 2 – 2         | Zambia        |
| 12 | 2001 Detalii | Ethiopia           | Angola    | 2 – 0         | Ghana            | Egipt                      | 2 – 0         | Etiopia       |
| 13 | 2003 Detalii | Burkina Faso       | Egipt     | 4 – 3         | Coasta de Fildeș | Mali                       | 1 – 1 5–4 (p) | Burkina Faso  |
| 14 | 2005 Detalii | Benin              | Nigeria   | 2 – 0         | Egipt            | Benin                      | 1 – 1 5–3 (p) | Maroc         |
| 15 | 2007 Detalii | Congo              | Congo     | 1 – 0         | Nigeria          | Gambia                     | 3 – 1         | Zambia        |
| 16 | 2009 Detalii | Rwanda             | Ghana     | 2 – 0         | Camerun          | Nigeria                    | 2 – 1         | Africa de Sud |
| 17 | 2011 Detalii | Africa de Sud      | Nigeria   | 3 – 2         | Camerun          | Egipt                      | 1 – 0         | Mali          |
| 18 | 2013 Detalii | Algeria            | Egipt     | 1 – 1 5–4 (p) | Ghana            | Nigeria                    | 2 – 1         | Mali          |
| 19 | 2015 Detalii | Senegal            | Nigeria   | 1 – 0         | Senegal          | Ghana                      | 3 – 1         | Mali          |
| 20 | 2017 Detalii | Zambia             | Zambia    | 2 – 0         | Senegal          | Guineea                    | 2 – 1         | Africa de Sud |
| 21 | 2019 Detalii | Niger              | Mali      | 1 – 1 3–2 (p) | Senegal          | Africa de Sud              | 0 – 0 5–3 (p) | Nigeria       |
| 22 | 2021 Detalii | Mauritania         | Ghana     | 2 – 0         | Uganda           | Gambia                     | 0 – 0 4–2 (p) | Tunisia       |
| 21 | 2023 Detalii | Egypt              | Senegal   | 2 – 0         | Gambia           | Nigeria                    | 4 – 0         | Tunisia       |

## Țări participante după debut (până în 1989, echipele din prima rundă, după 1991 cele din șaisprezecimi)
Cele scrisre cu îngroșat s-au calificat la Campionatul Mondial de Fotbal sub 20

### Înainte de 1989
- 1979: Algeria,  Guineea,  Etiopia,  Nigeria,  Egipt,  Libia,  Kenya,  Maroc,  Mauritius,  Camerun,  Tunisia
- 1981: Togo,  Guineea Ecuatorială,  Maroc,  Zimbabwe,  Mauritania,  Republica Centrafricană
- 1983: Gambia,  Sudan,  Gabon,  Eswatini,  Coasta de Fildeș,  Angola
- 1985: Zambia,  Ghana
- 1987: Somalia
- 1989: Congo,  Mali,  Lesotho

### După 1991
- 1991: Coasta de Fildeș,  Camerun,  Ghana,  Zambia,  Egipt,  Etiopia
- 1993: Nigeria,  Mauritius,  Maroc,  Senegal
- 1995: Guineea,  Burundi,  Mali
- 1997: Africa de Sud,  Sudan
- 1999: Malawi,  Angola
- 2001:none
- 2003: Gabon,  Burkina Faso
- 2005: Lesotho,  Benin
- 2007: Gambia,  Congo
- 2009: Rwanda
- 2011:none
- 2013: Algeria,  RD Congo
- 2015–2017:none
- 2019:  Niger
- 2021:  Republica Centrafricană,  Mauritania,  Mozambic,  Namibia,  Tanzania,  Tunisia,  Uganda
- 2023:  Sudanul de Sud

## Titluri pe naționale
| Titluri | Țară    | An                                       |
| ------- | ------- | ---------------------------------------- |
| 7       | Nigeria | 1983, 1985, 1987, 1989, 2005, 2011, 2015 |
| 4       | Ghana   | 1993, 1999, 2009, 2021                   |
| 4       | Egipt   | 1981, 1991, 2003, 2013                   |
| 1       | Algeria | 1979                                     |
| 1       | Camerun | 1995                                     |
| 1       | Maroc   | 1997                                     |
| 1       | Angola  | 2001                                     |
| 1       | Congo   | 2007                                     |
| 1       | Senegal | 2023                                     |
| 1       | Mali    | 2019                                     |
| 1       | Zambia  | 2017                                     |

## Clasamentul continental al echipelor naționale de tineret (2010)
| Țară          | Loc în continent |
| ------------- | ---------------- |
| Ghana         | 1                |
| Nigeria       | 2                |
| Camerun       | 3                |
| Mali          | 4                |
| Congo         | 5                |
| Egipt         | 6                |
| Zambia        | 7                |
| Gambia        | 8                |
| Côte d'Ivoire | 9                |
| Burkina Faso  | 10               |
| Africa de Sud | 11               |
| Maroc         | 12               |
| Benin         | 13               |
| Botswana      | 14               |
| Angola        | 15               |
| Gabon         | 16               |
| Tunisia       | 17               |
| Sudan         | 18               |
| Guinea        | 19               |
| Senegal       | 20               |